# サン・セコンド・ディ・ピネローロ
サン・セコンド・ディ・ピネローロ（伊: San Secondo di Pinerolo）は、イタリア共和国ピエモンテ州トリノ県にある、人口約3,700人の基礎自治体（コムーネ）。

## 地理

### 位置・広がり

#### 隣接コムーネ
隣接するコムーネは以下の通り。
- ブリケラージオ
- オザスコ
- ピネローロ
- ポルテ
- プラロスティーノ
- サン・ジェルマーノ・キゾーネ

## 姉妹都市
- Carlos Pellegrini、アルゼンチン

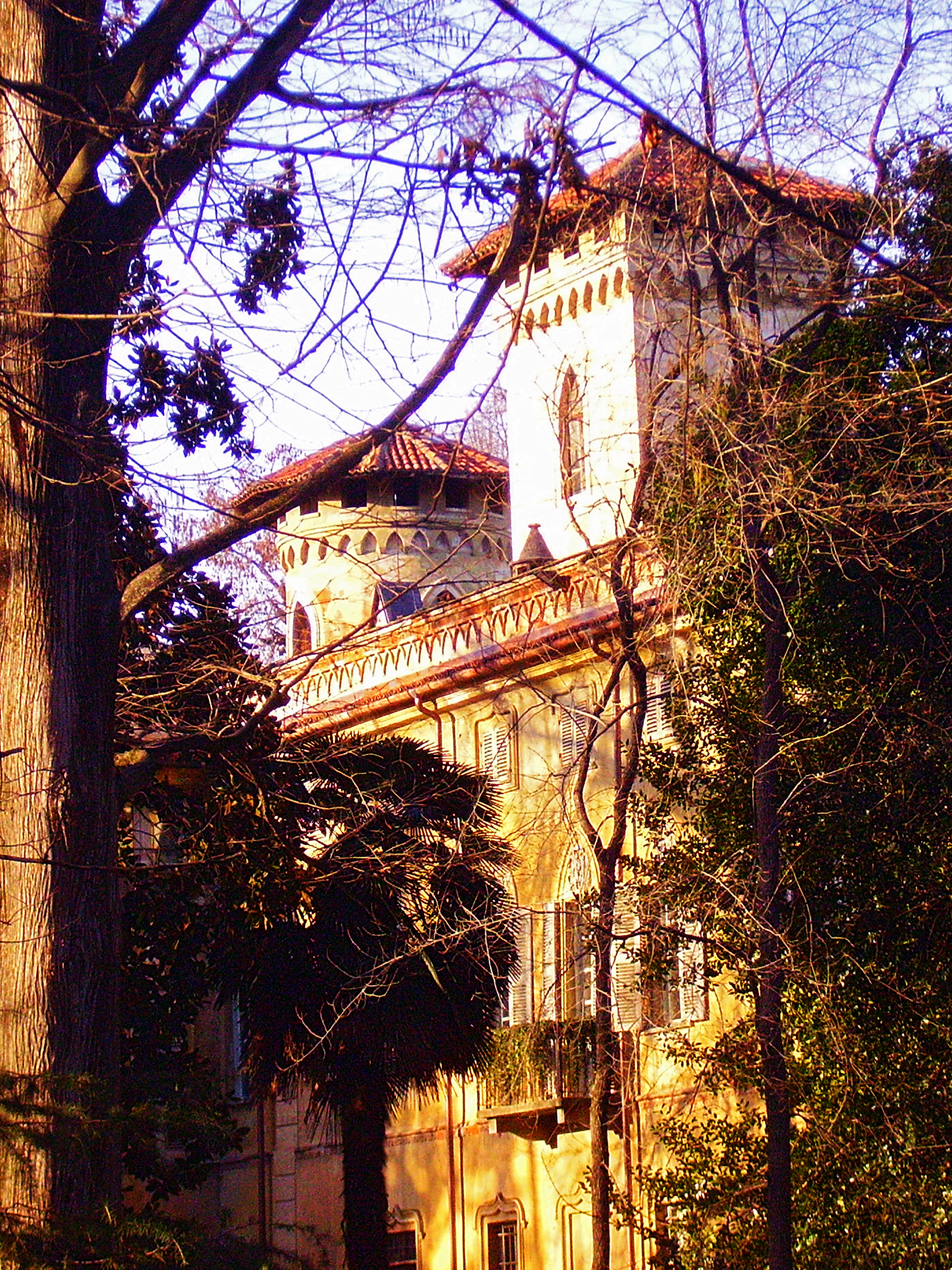
ミラドーロ城